# Kakel, Lappland
Kakel (umesamiska: Gáhkal) är en sjö i Arjeplogs kommun i Lappland och ingår i Skellefteälvens huvudavrinningsområde. Sjöns area är 29,955 kvadratkilometer och den är belägen 425 meter över havet.
Den är belägen strax nordost om Arjeplog och norr om riksväg 95. Sjön mynnar i väster i Hornavan och är en del av Skellefteälvens vattensystem.